# 2-硝基咪唑
2-硝基咪唑是一种有机化合物，为硝基咪唑的同分异构体之一，化学式为C3H3N3O2。它可以2-溴咪唑或2-氨基咪唑为原料制得。它可以和氢氧化钾反应，生成2-硝基咪唑钾。它和N-溴代丁二酰亚胺在DMF中反应，可以得到4,5-二溴-2-硝基咪唑。